# Szpécesz
Szpécesz (másként Szpetszész, görögül Σπέτσες, ógörögül/katharevousa: Σπέτσαι [Szpetszai]) sziget Görögországban, az Argoliszi-félszigettől délre, a Szaróni-szigetcsoport része. Területe 27 km². 1991-ben a népesség 3600 fő körül alakult. Központja és legnagyobb települése az azonos nevű Szpécesz, itt él a sziget lakosságának szinte teljes egésze, 4001 fő (2011). Délkeleti szomszédja a kisebb Szpecopúla sziget.

## Története
Az ókorban a sziget neve Pitiussza volt, ami annyit jelent, hogy „fenyőfélével borított”. Az idők során azonban a fákat itt is ugyanúgy kivágták, mint Görögország egyéb területein. A mai sűrű aleppói cédrus borítás egy bőkezű milliomos, Szotiriosz Anargitriosz ajándéka. 
A sziget minden valószínűség szerint évszázadokon keresztül lakatlan volt, csak az 1600-as években érkeztek albán menekültek.
Szpécesz volt az otthona a görög szabadságharc híres hősének, Bubulinának.

## Szpetszész ma
Jó az összeköttetés Pireusszal és Napflionnal. A szigeten a motoros járművek közlekedését erősen korlátozzák, ezért a fő közlekedési eszköz a konflis és a vízitaxi.
A milliomos Anargiriosz, a sziget szülötte, hatalmas vagyonnal tért haza Amerikából 1914-ben. A terület újraerdősítése mellett létrehozta brit mintára az Anargiriosz fiúiskolát, amely máig a görög elit fiait neveli. Szintén ő finanszírozta a város néhány impresszívebb épületének építését is. 
Az 1970-es–1980-as években gazdag görögök, manapság európai, főleg brit turisták kedvelt nyaralóhelye a sziget.

## Képek

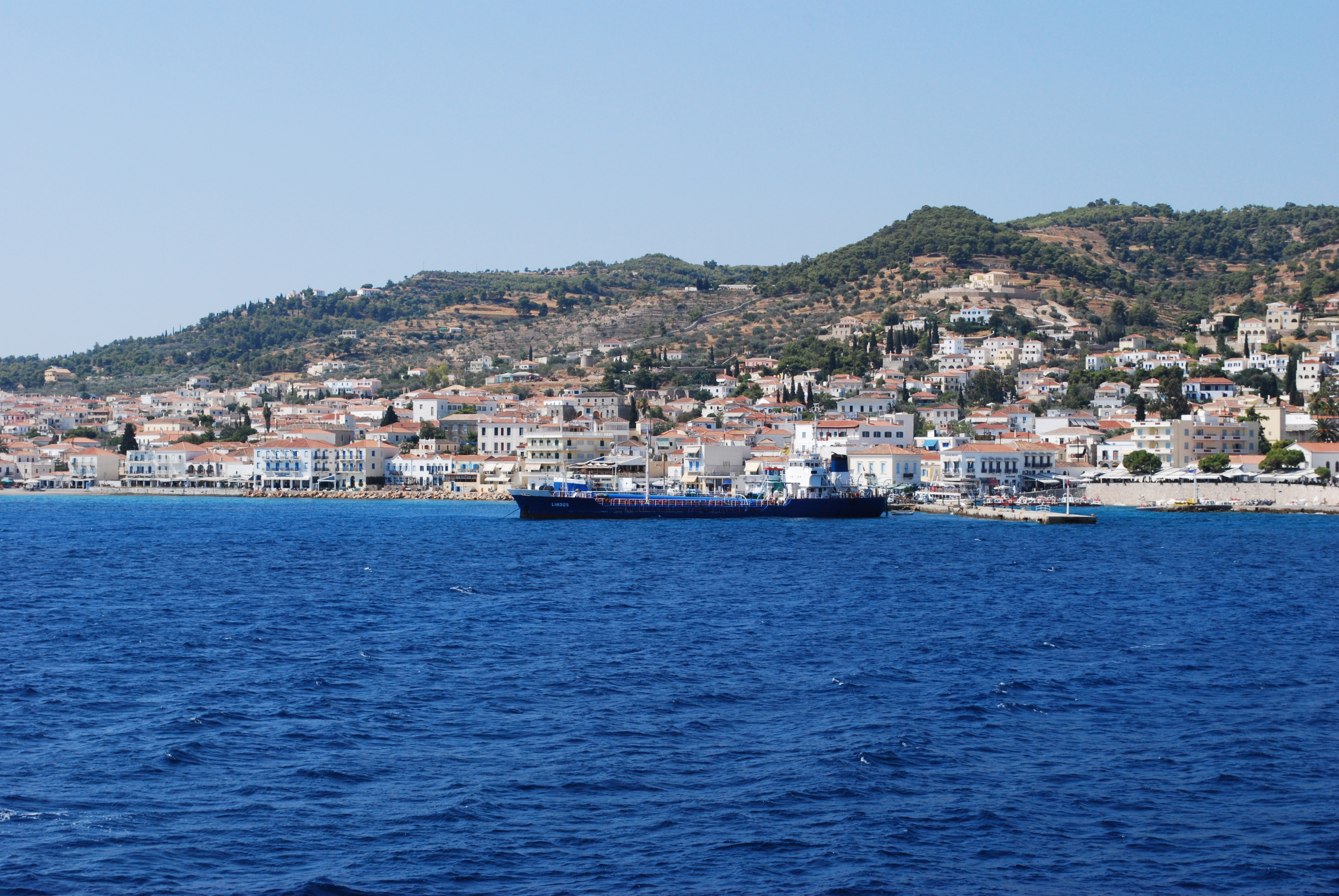
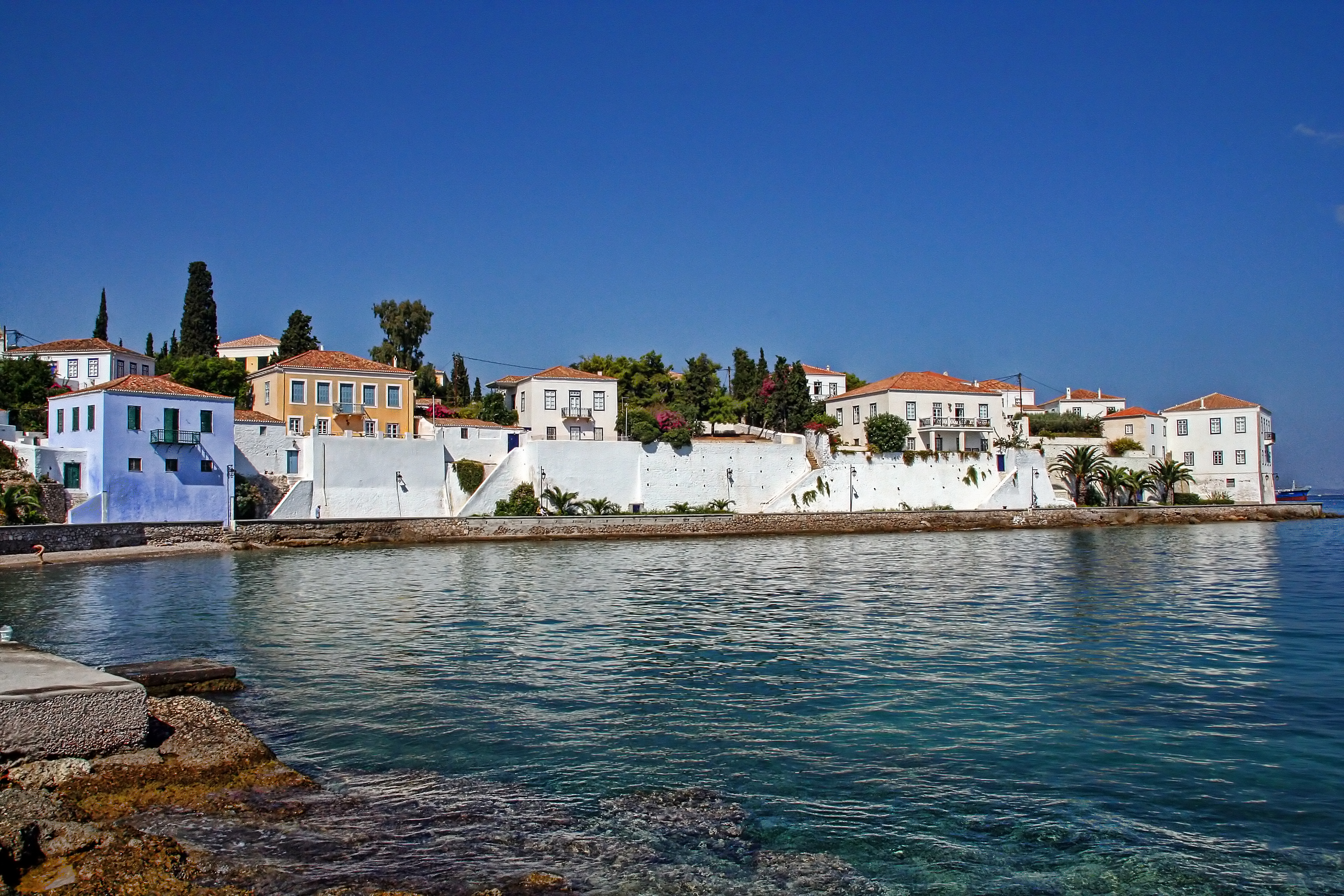
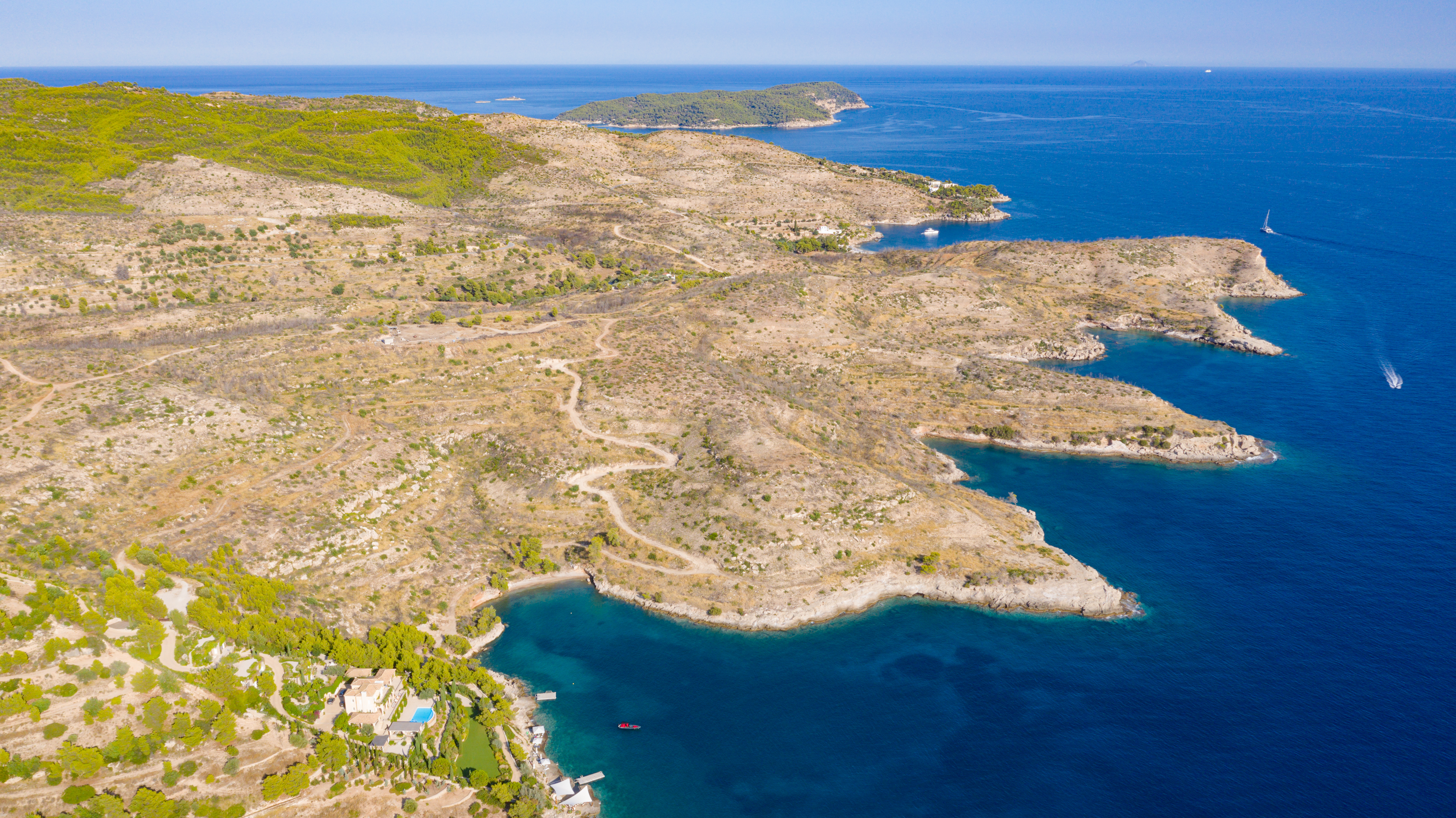